# Латверія
Латверія (англ. Latveria) — вигадана країна, яка існує в американських коміксів видавництва Marvel Comics. У сюжетних лініях коміксів Marvel вона зображується як ізольована європейська країна, якою керує вигаданий персонаж Верховний лорд Доктор Дум. Вона оточена Карпатськими горами, а також межує із Симкарією на півдні. Столиця Латверії — Думштадт.

## Історія публікації
Латверія вперше з'явилась в коміксі Fantastic Four Annual #2, який був опублікований у 1964 році. Віктор фон Дум — правитель Латверії. Хоча його декілька разів позбували цього титулу, Віктор Думу все одно вдавалось повернутись на трон своєї країни у період в кілька місяців.
У Віктора також є нарада, яка повністю підкоряється йому. У 2006 році, у Fantastic Four #536, він вбив свого прем'єр-міністра за те, що він узяв на себе відповідальність за керування країною, коли Дум був відсутнім, і пригрозив вбити двох інших міністрів, якщо вони не знайдуть місце приземлення молота Тора.
Стиль правління Доктора Дума можна схарактеризувати як абсолютну монархію, тому що, як з'ясувалося, в країні немає законодавчої влади, а один з міністрів хизувався: «Доктор Дум вирішує усе. Він і є латверійським законом!».

## Статистика
- Населення: 500,000 (це приблизна цифра, бо уряд Латверії приховує результати перепису населення);
- Тип влади: диктатура (монархія);
- Мови: німецька, угорська, англійська, латверійська (місцева говірка угорської мови), румунська;
- Етнос: змішане європейське населення, слов'яни, цигани, греки, болгари;
- Валюта: латверійський франк;
- Державні свята: День Дума, Різдво, Новий рік.

### Міста
- Думсбурґ;
- Думсдейл;
- Думштадт — столиця Латверії, замінює в коміксах чинне румунське місто Тімішоара;
- Думсвейл;
- Думтон;
- Думвуд;
- Думсіті.

## В інших медіа

### Телебачення
- Латверія з'явилась у 1994 році в мультсеріалі «Fantastic Four».
- Латверія з'явилась в епізоді мультсеріалу «The Super Hero Squad Show» «Думів педикюр».
- Латверію згадали в мультсеріалі «Iron Man: Armored Adventures» в епізоді «Міць Дума».
- Латверія з'явилась в епізоді «Особиста війна Доктора Дума» мультсеріалу «Месники: Могутні герої Землі».
- Латверія з'являлась у «Людина-павук. Щоденник супергероя» в епізоді «Doomed».
- Латверія з'явилась у серіалі «Avengers Assemble» в епізоді «The Doomstroyer».
- Латверія з'являлась у мультсеріалі «Hulk and the Agents of S.M.A.S.H.» в епізоді «Червоний ровер».

## Додаткова література
- Війна, політики та супергерої: Етика і пропаганда в коміксах і фільмах [Архівовано 15 серпня 2021 у Wayback Machine.] (англ. War, Politics and Superheroes: Ethics and Propaganda in Comics and Film) — Марк ДіПаоло, МакФарленд (2014)
- Хрестоносці в плащах 101: Композиція через комікси [Архівовано 15 серпня 2021 у Wayback Machine.] (англ. Caped Crusaders 101: Composition Through Comic Books) — Джеффрі Каган і Стенлі Стюарт, МакФарленд (2006)
- Місце Латверії у геополітиці Marvel [Архівовано 15 серпня 2021 у Wayback Machine.] (англ. Latveria's Place in Marvel Geopolitics) — Джош Вейсс, Marvel.com (1 квітня, 2019)
- Прихована Європа: Чому східні європейці можуть навчити нас [Архівовано 15 серпня 2021 у Wayback Machine.] (англ. The Hidden Europe: What Eastern Europeans Can Teach Us) — Френсіс Тейпон (2012)
- Латверія — реальна країна? Держава з коміксів про Фантастичну Четвірку і домівка Доктора Дума така ж легітимна, як місце, яке називається Ґеновія [Архівовано 15 серпня 2021 у Wayback Machine.] (англ. Is Latveria A Real Place? The 'Fantastic Four' Country & Home Of Doctor Doom Is About As Legit As A Land Called Genovia) — Сейдж Янґ, Bustle.com (7 серпня, 2015)

## Зовнішні посилання
- Латверія [Архівовано 2 січня 2013 у Wayback Machine.] на Marvel.com
- Латверія [Архівовано 30 квітня 2013 у Wayback Machine.] на Marvel Wiki
- Стаття про історію Латверії на FFPlaza.com